# Scuola sottufficiali dell'Esercito Italiano

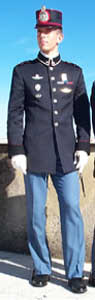
uniforme storica da Allievo

La Scuola Sottufficiali dell'Esercito Italiano - SSE (ex Scuola Allievi Sottufficiali - SAS) è il luogo dove vengono formati militarmente e professionalmente i comandanti di plotone dell'Esercito Italiano, ossia i Marescialli dell'iter normale. Ha sede a Viterbo presso la Caserma “Aiutante di Battaglia Soccorso Saloni”, Medaglia d'Oro al Valor Militare alla Memoria. Dalla Scuola dipende anche l'80º reggimento addestramento volontari "Roma" di Cassino che provvede alla formazione professionale dei sergenti.
La prima scuola per la formazione dei sottufficiali di tutte le Armi dell'Esercito fu fondata il 1º luglio 1888 con sede a Caserta. Dalla fondazione al 30 settembre 1895 la Scuola di Caserta formò 1283 Sottufficiali delle varie Armi del Regio Esercito. Successivamente sorsero, in sostituzione della Scuola di Caserta, varie altre Scuole alle quali venne affidata la specifica preparazione degli Allievi Sottufficiali già destinati alle singole Armi. Identico sistema era in vigore nell'intervallo tra la prima e la seconda guerra mondiale, durante il quale funzionarono le Scuole Allievi Sottufficiali di Milano, Modena, Verona, Pola, Rieti, Casagiove e Nocera Inferiore. Dopo il secondo conflitto mondiale vennero istituite nel maggio 1948, a Spoleto, la Scuola allievi sottufficiali ordinari e nel 1951, a Rieti, la Scuola allievi sottufficiali specializzati. Infine, dal 1965 la Scuola tornò ad avere una sede unica a Viterbo.

Dal 1965 al 1995 come Scuola allievi sottufficiali ha ospitato 77 corsi AS (allievo sottufficiale). I 77 corsi AS prevedevano un corso basico comune per tutti della durata di otto mesi fino al 1984, 57º corso, successivamente portati a 12 dal 58º corso. Terminato il corso basico si accedeva alle scuole di specializzazione che duravano dai 7 ai 18 mesi al termine dei quali si veniva assegnati al Reparto come sergente in f.v. (ferma volontaria). Al termine di tre anni e sei mesi dall'arruolamento si poteva accedere al concorso per la nomina al grado di sergente maggiore in servizio permanente effettivo (Spe). Il non superamento di tale concorso comportava il congedo. Per entrare nella Scuola era sufficiente la licenza di scuola media inferiore. Il livello di studi della Scuola equivaleva a un Diploma di Qualifica Professionale e tale è riconosciuto in ambito civile. È importante ricordare che prima della riforma delle carriere dei Sottufficiali (diventata esecutiva il 1º settembre 1995) al grado di maresciallo si arrivava dopo 7 anni nel grado di Sergente Maggiore e si avanzava successivamente nei vari livelli di maresciallo (maresciallo ordinario - maresciallo capo - maresciallo maggiore - maresciallo maggiore aiutante).
Nel 1996 e 1997 non vi sono state attività formative. Gli ultimi corsi AS (allievo sottufficiale) non hanno avuto nessun concorso per il passaggio al servizio permanente effettivo, alla pari dei successivi corsi AM (allievo maresciallo) e dal 70º corso il corso di studi ha avuto un'impronta accademica facendo così da "ponte" ai successivi corsi marescialli pur non riconoscendo titolo universitario (come già indicato veniva comunque riconosciuto un diploma di qualifica professionale).

## Nuovo iter
Nel 1996, con l'entrata in vigore del Decreto Legislativo n. 196 del 12 Maggio 1995 "Norme concernenti il riordino dei ruoli, modifica alle norme di reclutamento, stato ed avanzamento del personale non direttivo delle Forze Armate", si è realizzata una nuova trasformazione della Scuola ed ha preso il via un nuovo iter formativo del personale. La formazione degli ultimi due corsi AS sono stati influenzati dal DL 196, modificando l'iter di formazione. In particolare con il primo Corso Allievi Marescialli iniziato il mese di ottobre del 1998, l'Istituto è diventato responsabile della formazione dei Marescialli destinati ad assumere nell'Esercito del 2000, l'attribuzione di comandante di plotone di tutte le unità della Forza Armata pariteticamente ai CMU (Comandanti di Minori Unità) del precedente iter.
La formazione triennale (due anni da allievo maresciallo -AM- e un anno da maresciallo) ha aspetti militari e universitari, comportavano il conseguimento di una Laurea in Scienze organizzative e gestionali (convenzione con l'Università della Tuscia), a oggi conseguono la Laurea di 1º livello in Scienze Politiche e delle Relazioni Internazionali con curriculum in Scienze organizzative e gestionali; si accede ogni anno tramite un concorso pubblico e un concorso interno riservato a volontari in servizio permanente (con un minimo di requisiti di anzianità e servizio) e sergenti, per i quali è necessario un diploma di scuola media superiore; per chi accede dal ruolo sergenti è sufficiente un diploma di scuola media inferiore, nel qual caso invece della laurea si conseguirà, dopo due anni di corso, un diploma di scuola media superiore. In particolare l'iter di chi ottiene come specializzazione Sanità prevede che il corso non si svolga alla SSE bensì alla Scuola di Sanità e Veterinaria in Roma col conseguimento della laurea triennale in Scienze infermieristiche.
Si è persa l'alta specializzazione tecnica dei marescialli del precedente iter, creando spesso gravi carenze nei reparti di armi e corpi tecnici e specialistici. Carenza colmata nel frattempo continuando a impiegare ove possibile i Marescialli del precedente iter in incarichi tecnici, in attesa della formazione di personale di altre categorie ( in particolare di Sottufficiali del Ruolo Sergenti)

È inoltre allo studio da parte dello Stato maggiore la possibilità di creare un "corso speciale marescialli", come accade per il Ruolo speciale degli Ufficiali, destinato agli aspiranti provenienti dal Ruolo Sergenti. Ciò deriva dal fatto che il Ruolo Sergenti è ormai un ruolo composto da Sottufficiali anziani ed esperti e quindi tre anni di corso sembrano eccessivi. Tale corso dovrebbe essere ispirato al corso annuale per marescialli già organizzato dall'Arma dei Carabinieri per i provenienti dal Ruolo Sovrintendenti. Tale possibilità è rafforzata anche dal fatto che con l'attuale normativa un sergente potrebbe accedere al Ruolo Speciale degli Ufficiali con un breve corso semestrale, mentre per accedere al Ruolo Marescialli dovrebbe frequentare un corso triennale.
I sottufficiali formati presso tale Istituto potranno partecipare ai concorsi interni banditi ogni anno per il transito nel Ruolo speciale degli ufficiali, nel rispetto dei requisiti minimi di tempo in servizio nel Ruolo marescialli (incluso un tempo minimo come periodo di comando) ed entro il limite massimo di età previsto nei relativi bandi.
La scuola è comandata da un generale di brigata e dipende dal Comando per la formazione e Scuola d'applicazione di Torino.

## Numero e nome dei corsi

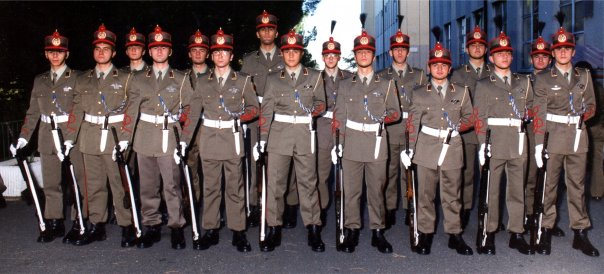
Scuola sottufficiali esercito, uniforme storica precedente iter

Dall'istituzione del maresciallo nuovo iter la numerazione dei corsi è iniziata da capo con il 1º Corso Allievi Marescialli del 1998. Le spille raffigurano lo stemma della Scuola Sottufficiali dell'Esercito con il numero del corso al centro. Per i marescialli del precedente iter le spille raffigurano lo stemma della Scuola Sottufficiali dell'Esercito cinto di alloro con il numero del corso in basso.
Motti di corso in sequenza ciclica ventennale
| Onore    | 74° AS -1993  |            |
| Tenacia  | 75° AS -1993  |            |
| Orgoglio | 76° AS - 1994 |            |
| Valore   | 77° AS -1995  |            |
| Esempio  | 1° AM - 1998  | 21° - 2018 |
| Osare    | 2° AM - 1999  | 22° - 2019 |
| Onore    | 3° AM - 2000  | 23° - 2020 |
| Fedeltà  | 4° AM - 2001  | 24° - 2021 |
| Dovere   | 5° AM - 2002  | 25° - 2022 |
| Fermezza | 6° AM - 2003  | 26° - 2023 |
| Volontà  | 7° AM - 2004  | 27° - 2024 |
| Impeto   | 8° AM - 2005  |            |
| Fierezza | 9° AM - 2006  |            |
| Dignità  | 10° AM - 2007 |            |
| Tenacia  | 11° AM - 2008 |            |
| Orgoglio | 12° AM - 2009 |            |
| Audacia  | 13° AM - 2010 |            |
| Patria   | 14° AM - 2011 |            |
| Ardire   | 15° AM - 2012 |            |
| Valore   | 16° AM - 2013 |            |
| Coraggio | 17° AM - 2014 |            |
| Lealtà   | 18° AM - 2015 |            |
| Saldezza | 19° AM - 2016 |            |
| Certezza | 20° AM - 2017 |            |

## Soccorso alla popolazione
- Febbraio 2012: aliquote di personale e mezzi della Scuola sottufficiali dell'Esercito Italiano sono mobilitati per l'emergenza maltempo e sono intervenuti per ripristinare la viabilità a Viterbo nel quartiere Murialdo, nel comune di Civita Castellana e nel comune di Soriano nel Cimino;.[2][3]

## Onorificenze

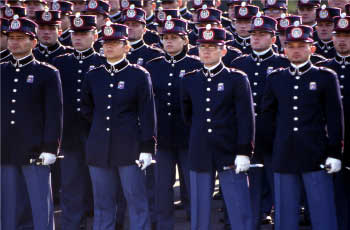
Allievi Marescialli in uniforme storica